# Synopsia unitaria
Synopsia unitaria är en fjärilsart som beskrevs av Otto Staudinger 1870. Synopsia unitaria ingår i släktet Synopsia och familjen mätare. Inga underarter finns listade i Catalogue of Life.